# Insula Magica
Ансамбль ранней музыки Insula Magica — музыкальный коллектив из Новосибирска, занимающийся реконструкцией старинной музыки. Основан в 1981 году. С 1991 года имеет статус профессионального коллектива. Официальное место творческой деятельности — Новосибирская филармония. Руководитель коллектива — заслуженный артист России Аркадий Бурханов.

## Название ансамбля
Insula Magica в переводе с латинского языка  означает «волшебный остров».

## История
Музыкальный коллектив был основан в 1981 году группой студентов Новосибирской консерватории, объединённых общей идеей о воссоздании старинных музыкальных произведений.
В 1991 году ансамбль зарегистрирован как профессиональный коллектив, официально осуществляющий свою творческую деятельность в Новосибирской филармонии.
В 2016 году Insula Magica отметила 35-летний юбилей.

## Творчество

### Музыкальные инструменты
Участники Insula Magica используют как оригинальные старинные инструменты, так и их копии. В распоряжении коллектива множество разнообразных инструментов: клавесин, лютни, виолы да гамба, средневековая арфа, старинные ударные, блокфлейты, корнемюз, ранкет и др.

### Репертуар
Репертуар ансамбля объединяет музыку разных стран и эпох: древнерусские песнопения, духовные и светские музыкальные произведения западноевропейского Средневековья, музыка Ренессанса и Барокко, канты эпохи Петра Великого, российские песни XVIII века. Insula Magica воспроизводит музыку таких классических композиторов как Бах, Гендель, Преториус и т. д.

### Гастроли
Коллектив многократно принимал участие в различных фестивалях на территории России, Франции, Германии, Японии, Англии, Дании и других странах. В 2009 году в рамках международного фестиваля Vox Pacis, проходившего в Стокгольме, ансамбль представлял русскую культуру, в этом же году Insula Magica и шведский ансамбль Laude Novella провели гастрольный тур «Эхо Полтавы», который стартовал в Новосибирске. Также программа «Эхо Полтавы» проходила в Москве, Луцке, Львове, городе Сумы, Дрогобыче и на поле Полтавской битвы.

## Коллекция исторических раритетов
Участники коллектива собирают старинные музыкальные инструменты и костюмы разных исторических эпох, путешествуя по миру, а также изучают древние манускрипты и нотные документы в архивах тех стран, которые они посещают.

## Состав
- Аркадий Бурханов (руководитель ансамбля) – лютни, теорба, гитары, виуэлы, виола да гамба, старинные  духовые инструменты
- Анна Недоспасова – клавесин, клавикорд, орган, блокфлейты, колесная лира, готическая арфа
- Елена Кондратова-сопрано, перкуссия
- Иван Ткаченко – баритон,трумшайт, ударные инструменты
- Елена Шугаева - продольные и поперечные флейты
- Сергей Адаменко – лютни, гитара, колашион, гусли, калюка, блокфлейта бас, псалтериум, монохорд
- Екатерина Черемисова, фидель, виоль д'амур
- Евгения Алиева, альт, перкуссия

Административное руководство:

И.В.Ефремова - администратор Insula Magica.